# Brazíliai libanoniak
A brazíliai libanoniak (portugálul: Líbano-brasileiros, arabul: البرازيليون اللبنانيون, albarazilium alubnenium)azok a brazil állampolgárok, akik részben vagy egészben libanoni származásúak és akiknek felmenőik egykor libanoni emigránsok voltak és Brazíliában telepedtek le. A Brazil Földrajzi és Statisztikai Hivatal szerint Brazíliában ők alkotják a legnagyobb ázsiai közösséget.
Habár a brazíliai libanoniak száma számos esetben vitatott, becslések szerint körülbelül 6 millió brazilnak libanoni származása van.

## Történelem
A libanoniak Brazíliába történő emigrációja a 19. század végén kezdődött, amikor többségük a mai Libanon és Szíria területéről érkezett. Ekkoriban az Oszmán Birodalom része volt a mai Libanon, ahol számos keresztény élt és számos üldözést szenvedett el a muszlimoktól és törököktől. A legtöbb kivándorló emiatt főleg keresztény volt. A 20. század elejére 150 ezer libanoni és szíriai vándorolt Brazíliába. A 20. század elején tovább nőt a bevándorlásuk amely São Paulo államra koncentrálódott, de később kiterjedt Minas Gerais, Goiás, Rio de Janeiro államok és más államok területére.
1884 és 1933 között, a 130 ezer libanoninak, aki Santos kikötőjében lépett be Brazília területére, annak 65%-a keresztény volt - többségük maronita és melkita keresztény -, 20%-uk keleti ortodox , 10%-uk muszlim - szunnita és síita - és 5%-uk drúz vallású volt.  Az akkori francia konzulátusi jelentések szerint a libanoni/szíriai bevándorlók száma São Paulo és Santos városokban 130 ezer fő ,  Parában 20 ezer, Rio de Janeiróban 15 ezer, Rio Grande do Sulban 14 ezer és Bahiában 12 ezer fő lakott.

## Kulúra
A 19. század végén az újságírás és a lapkiadás a Közel-Keleten rövid idő alatt, mélyen gyökeret vert a helyi társadalomban, különösképpen Egyiptomban és a mai Libanon területén. A libanoni emigránsok magukkal vitték az újságírói kulturájukat Brazíliába. A 19. század végére Brazíliában 95 arab nyelvű napilapot jelentettek meg. Az arab nyelvű diaszpóra két fő központja ekkor Rio de Janeiro és Sao Paulo voltak. Erre az időszakra a náhda, az arab felvilágosodás jelzővel szoktak hivatkozni. 1944-ig 154 arab nyelvű könyvet jelentettek meg Brazíliában.

## Befolyásuk a brazil társadalomban
Habár becslések szerint az ország lakosságának 4%-a libanoni származású, a brazil Nemzeti Kongresszus mandátumainak 10%-át 2014-ben libanoni származású brazilok adták.
A libanoni konyha nagy hatással van a brazil kultúrára, hiszen minden nagyobb városban könnyen fellelhetők libanoni éttermek, rendszerint olyan ételekkel, mint a szfiha (esfiha), hummusz, kibbeh, tahini, tabulé és a halva édesség.
A legtöbb libanoni bevándorló Brazíliában kereskedőként dolgozott: sokan textil- és ruhakereskedők voltak valamint számos libanoni üzletkötéssel foglalkozott. A libanoniak jellemzően sikeresen integrálódtak a brazil társadalomba. Többen közülük magas társadalmi pozíciót is betöltöttek: a 2016-2018 között brazil elnök Michel Temer, Sao Paulo 2013-2017 közötti polgármestere Fernando Haddad is libanoni származással rendelkezik.

## Híres brazíliai libanoniak

### Művészet
- Antonio Abujamra – színész
- Sergio Assad – zenész
- João Bosco – énekes
- Fagner – énekes
- Milton Hatoum – író
- Malu Mader – színésznő
- Tito Madi – zenész
- Raduan Nassar – író
- Almir Sater – énekes
- Wanderlea – énekes

### Sport
- Branco – labdarúgó
- Nacif Elias – olimpikon judozó
- Luís Fernandes – labdarúgó
- Gilberto – labdarúgó
- Beatriz Haddad Maia – tenniszező
- Tony Kanaan –  autóversenyző
- Allam Khodair –  autóversenyző
- Marcílio – labdarúgó
- Thaísa Menezes – röplabdázó
- Jadir Morgenstern – labdarúgó
- Felipe Nasr – autóversenyző
- Newton – labdarúgó
- Emil Assad Rached – kosárlabdajátékos
- Salomão Salha – labdarúgó
- Mario Zagallo – labdarúgó és edző

### Üzlet
- Alberto Dualib – üzletember - Sport Club Corinthians Paulista volt-elnöke
- Carlos Ghosn –  üzletember - Renault, AvtoVAZ, Nissan és Mitsubshi Motors vezérigazgatója
- Edmond Safra – üzletember, bankár, Banco Safra alapítója
- Joseph Safra – üzletember, bankár, Banco Safra alapítója
- Roberto Dualibi – reklámszakember
- Moise Safra – üzletember, bankár, Banco Safra alapítója

### Média
- Luciana Gimenez – televíziós műsorvezető
- Arnaldo Jabor –  filmrendező, forgatókönyvíró és producer
- Sabrina Sato – humorista és televíziós műsorvezető
- Joãosinho Trinta – A Szamba iskolák felvonulásának vezetője a rio de janeirói karnevál alatt
- Julia Gama – Miss Brazil 2020,
- Mia Mamede – Miss Brazil 2022

### Politika
- Geraldo Alckmin – São Paulo kormányzója, Brazília alelnöke
- José Maria Alkmin – Brazília alelnöke (1964–1967)
- Iolanda Fleming – politikus, Acre állam egykori kormányzója
- Fernando Haddad – politikus
- Tasso Jereissati – Ceará állam kormányzója
- Paulo Maluf –  São Paulo állam egykori kormányzója
- Pedro Simon – egykori szenátor
- Simone Tebet – szenátor, elnök-jelölt
- Michel Temer – Brazília egykori elnöke